# Hiiekoda
Albums de Metsatöll
Terast mis hangund me hinge
(1999) Terast mis hangund me hinge 10218
(2005)
Singles
1. Hundi loomine
Sortie : 2002
2. Ussisõnad
Sortie : 2004

Hiiekoda (français : Sanctuaire) est le premier réel album du groupe de Folk metal estonien Metsatöll, sorti en 2004 . Il est édité sur CD, mais aussi en double 33t.

## Liste des titres
| Disque  | Disque                               | Disque                                                                    | Disque                                                       | Disque | Disque | Disque | Disque | Disque | Disque |
| No      | Titre                                | Paroles                                                                   | Musique                                                      | Durée  |        |        |        |        |        |
| ------- | ------------------------------------ | ------------------------------------------------------------------------- | ------------------------------------------------------------ | ------ | ------ | ------ | ------ | ------ | ------ |
| 1.      | Ma laulaks seda luguda               | chanson populaire                                                         | Lauri Varulven Õunapuu, Markus Rabapagan Teeäär              | 1:52   |        |        |        |        |        |
| 2.      | Lahinguväljal näeme, raisk!          | Markus Rabapagan Teeäär                                                   | Markus Rabapagan Teeäär, Maire System                        | 4:58   |        |        |        |        |        |
| 3.      | Rauavanne                            | Raivo KuriRaivo Piirsalu, Markus Rabapagan Teeäär                         | Markus Rabapagan Teeäär, Raivo KuriRaivo Piirsalu            | 4:58   |        |        |        |        |        |
| 4.      | Saaremaa vägimees                    | Lauri Varulven Õunapuu, chanson populaire                                 | Lauri Varulven Õunapuu                                       | 2:19   |        |        |        |        |        |
| 5.      | Hundi loomine                        | Markus Rabapagan Teeäär                                                   | Markus Rabapagan Teeäär                                      | 2:45   |        |        |        |        |        |
| 6.      | Kui meid sõtta sõrmitie              | chanson populaire                                                         | Lauri Varulven Õunapuu                                       | 2:05   |        |        |        |        |        |
| 7.      | Sõjahunt                             | Markus Rabapagan Teeäär                                                   | Markus Rabapagan Teeäär                                      | 3:46   |        |        |        |        |        |
| 8.      | Merepojad                            | Markus Rabapagan Teeäär, Lauri Varulven Õunapuu                           | Lauri Varulven Õunapuu, Markus Rabapagan Teeäär              | 5:40   |        |        |        |        |        |
| 9.      | Merimees menneb merele               | chanson populaire                                                         | Lauri Varulven Õunapuu                                       | 0:51   |        |        |        |        |        |
| 10.     | Hundi süda sees                      | Markus Rabapagan Teeäär                                                   | Lauri Varulven Õunapuu, Markus Rabapagan Teeäär              | 4:35   |        |        |        |        |        |
| 11.     | Velekeseq noorõkõsõq                 | Lauri Varulven Õunapuu, chanson populaire                                 | Lauri Varulven Õunapuu                                       | 2:57   |        |        |        |        |        |
| 12.     | Raiun kui rauda                      | Markus Rabapagan Teeäär                                                   | Markus Rabapagan Teeäär, Lauri Varulven Õunapuu, Andrus Tins | 4:21   |        |        |        |        |        |
| 13.     | Alle-aa                              | Lauri Varulven Õunapuu, Markus Rabapagan Teeäär                           | Markus Rabapagan Teeäär, Andrus Tins                         | 3:50   |        |        |        |        |        |
| 14.     | Eestimaa vabadiku laul puu oksa peal |                                                                           | Lauri Varulven Õunapuu                                       | 2:14   |        |        |        |        |        |
| 15.     | Sajatus                              | Lauri Varulven Õunapuu, Raivo KuriRaivo Piirsalu, Markus Rabapagan Teeäär | Raivo KuriRaivo Piirsalu, Markus Rabapagan Teeäär            | 3:26   |        |        |        |        |        |
| 16.     | Kotkapojad                           | August Alle                                                               | Markus Rabapagan Teeäär                                      | 4:27   |        |        |        |        |        |
| 17.     | Hiiekoda                             | Lauri Varulven Õunapuu                                                    | Lauri Varulven Õunapuu                                       | 7:16   |        |        |        |        |        |
| 18.     | Ussisõnad                            | chanson populaire                                                         | Lauri Varulven Õunapuu                                       | 5:42   |        |        |        |        |        |
| 1:08:02 |                                      |                                                                           |                                                              |        |        |        |        |        |        |